# Östra Eds distrikt
Östra Eds distrikt är ett distrikt i Valdemarsviks kommun och Östergötlands län. 
Distriktet ligger vid kusten, söder om Valdemarsvik. 

## Tidigare administrativ tillhörighet
Distriktet inrättades 2016 och utgörs av socken Östra Ed i Valdemarsviks kommun.
Området motsvarar den omfattning Östra Eds församling hade vid årsskiftet 1999/2000.